# Limenitis chilo
Limenitis chilo är en fjärilsart som beskrevs av Smith 1897. Limenitis chilo ingår i släktet Limenitis och familjen praktfjärilar. Inga underarter finns listade i Catalogue of Life.